# Opilio zichyi
Opilio zichyi is een hooiwagen uit de familie echte hooiwagens (Phalangiidae).